# Requiem per un agente segreto
Requiem per un agente segreto  è un film eurospy del 1966 diretto da Sergio Sollima.

## Trama
Un agente segreto pronto a servire chiunque lo paghi profumatamente riceve dall'F.B.I. l'incarico di sgominare una associazione a delinquere che organizza su commissione omicidi ed è diretta da un ex-criminale nazista. Costui è ricercato anche dal servizio segreto norvegese, che deve fargli scontare la morte di migliaia di innocenti e che ha inviato allo scopo in Marocco (dove la banda ha la sua centrale) un proprio agente e una donna in grado di riconoscere il criminale. La collaborazione tra i due emissari non è così facile come dovrebbe essere, poiché l'agente norvegese disapprova i metodi violenti e spregiudicati del collega. Questi, però, riesce nell'intento di distruggere l'associazione criminale, mentre l'altro viene ucciso senza aver potuto portare a termine la propria missione. Rinunciando al lauto compenso promessogli, sarà allora lo stesso agente mercenario a consegnare il capo della banda ai norvegesi piuttosto che all'F.B.I.

## Produzione
Il film è frutto di una coproduzione italiana (Produzioni Europee Associate), tedesca (Constantin Film) e spagnola (Venus S.L.).
Gli interni furono girati negli stabilimenti Incir-De Paolis a Roma; gli esterni a Londra, Marrakech e Tangeri.

## Colonna sonora
- Don't Ever Let Me Go, cantata da Lydia MacDonald.